# Aldo Brancher
Aldo Brancher (prononcé Brannquer) (né le 30 mai 1943 à Trichiana, dans la province de Belluno, en Vénétie) est une personnalité politique italienne, secrétaire d'État au fédéralisme auprès de la Présidence du Conseil dans le gouvernement Silvio Berlusconi IV depuis le 12 mai 2008. Du 18 juin au 5 juillet 2010, il est ministre sans portefeuille, chargé de la Mise en œuvre du fédéralisme (la dénomination de son ministère étant peu appréciée par la Ligue du Nord, il devient chargé de la Subsidiarité et de la Décentralisation). Le décret décrivant ses attributions n'est pas publié au Journal officiel et il démissionne au bout de 17 jours.

## Biographie
Aldo Brancher est un ancien prêtre (paolino, c'est-à-dire de la Société de Saint-Paul), chargé de la publicité à l'hebdomadaire Famiglia Cristiana. Il aurait quitté la prêtrise pour une femme. Il devient dirigeant de Publitalia avec Marcello Dell'Utri et responsable des « projets spéciaux » de la Fininvest de Silvio Berlusconi. Il a été secrétaire d'État aux Réformes institutionnelles dans le 2e gouvernement de Berlusconi.
C'est grâce à lui qu'entre 1999 et 2000, Umberto Bossi et Silvio Berlusconi se rapprochent à nouveau, après des affrontements publics.
Condamné en première instance et en appel pour faux bilan et financement illégal du Parti socialiste italien, il gagne son procès en cassation grâce à la prescription et à la dépénalisation que son propre gouvernement vient à peine de voter.
Il est à nouveau condamné en première instance dans le cadre du procès qu'il voulait éviter, pour empêchement légitime, en juillet 2010.